# Calycidoris guentheri
Calycidoris guentheri är en snäckart som beskrevs av Phineas S. Abraham 1876. Calycidoris guentheri ingår i släktet Calycidoris och familjen Onchidorididae. Inga underarter finns listade i Catalogue of Life.